# Caiçara del Río del Vento
Caiçara do Rio do Vento es un municipio del estado del Rio Grande do Norte (Brasil), localizado en la microrregión de Angicos. De acuerdo con el censo realizado por el IBGE (Instituto Brasileño de Geografía y Estadística) en el año 2010, su población es de 3.304 habitantes. Área territorial de 281 km².

## Principales actividades económicas
Agricultura de subsistencia (frijol y maíz), actividades familiares de fruticultura en pequeña escala (piña, cajú), horticultura (proyecto de huerta comunitaria).